# 우학
우학(?~)은 대한민국에서 활동하는 대한불교조계종 소속의 승려이다. 현재 대한불교조계종 한국불교대학 大관음사 회주이다.

## 수상경력
수상경력은 다음과 같다.
- 종정대상 수상(대한불교조계종)
- 대원상 대상 수상(재단법인 불교진흥원)